# Shangqiu
Shangqiu (in cinese 商丘S, ShāngqiūP) è una città-prefettura ubicata nella provincia di Henan, Cina. Confina con Kaifeng a nord-ovest, Zhoukou a sud-ovest, e le province di Shandong e Anhui a nord-est e sud-est, rispettivamente. È una città antica, con una ricca storia, ed è stata anche la prima capitale della dinastia Shang.
Una volta era solo un piccolo villaggio, ora è cresciuta notevolmente, soprattutto negli ultimi anni. Si trova geograficamente in una confluenza di diverse linee ferroviarie principali, pertanto la sua stazione ferroviaria è un importante polo di trasporto regionale.

## Geografia e clima
Shangqiu si trova nella parte est della provincia di Henan. La longitudine è di 114 ° 49'E a 116 ° 39'E e la latitudine è di 33 ° 43'N a 34 ° 52'N. e si estende su una superficie di 10.704 km² e conta circa 8,22 milioni di abitanti (2002). Il clima fa sì che ci siano estati calde, e inverni freddi. La temperatura media annua è 14,1 °C. La precipitazione media annua è di circa 712 millimetri.

## Amministrazione
La prefettura di Shangqiu amministra due distretti, una città-contea e sei contee:
- Distretto di Liangyuan (梁园区; Liángyuán Qū)
- Distretto di Suiyang (睢阳区; Suīyáng Qū)
- Yongcheng (Città-contea) (永城市; Yǒngchéng Shì)
- Contea di Yucheng (虞城县; Yucheng Xian)
- Contea di Xiayi (夏邑县; Xiàyì Xian)
- Contea di Minquan (民权县; Minquan Xian)
- Contea di Ningling (宁陵县; Nínglíng Xian)
- Contea di Zhecheng (柘城县; Zhèchéng Xian)
- Contea di Sui (睢县; Sui Xian)

## Economia

### Agricoltura
Situata nella Pianura settentrionale della Cina, Shangqiu è tradizionalmente una regione agricola. Il terreno è fertile e vi sono grandi impianti di irrigazione. A partire dal 2005, vi sono circa 719.864 ettari coltivati. I più importanti prodotti agricoli sono frumento, mais, cotone, sesamo, verdure, frutta, tabacco, e l'allevamento di bestiame. Nel 2002, la produzione ha toccato livelli elevati (200 000 tonnellate di cotone, 1,1 milioni di tonnellate di frutta, e 550 000 tonnellate di bestiame).

### Industria
In confronto con l'agricoltura, l'industria di Shangqiu è un settore meno sviluppato che tuttavia, dal 1990 ha registrato una rapida crescita. Vi sono industrie per la produzione di alimenti e società d'imballaggio, ma le grandi riserve di carbone hanno fatto crescere anche il settore energetico.

## Società e cultura
Shangqiu vanta una tradizione culturale profonda. Il primo osservatorio astronomico di tutta la Cina, chiamato Ebo Tai , fu edificato proprio a Shangqiu.  Vi è inoltre la città di Suiyang, edificata nel 1511 durante la dinastia Ming, ed è una delle meglio conservate e famose città tradizionali dell'intera Cina. La città si vanta di aver attirato personaggi di grande caratura della tradizione cinese quali Cangjie (CangJie仓颉), il leggendario inventore dei caratteri cinesi, oppure Zhuāngzǐ (Zhuang zǐ庄子), il grande filosofo antico della Cina. Un altro grande filosofo, Mozi (Mo zǐ墨子), sarebbe un nativo di Shangqiu. La famosa donna-guerriero, Hua Mulan (Hua Mulan花木兰), è una delle grandi figure di Shangqiu.

## Attrazioni turistiche
- L'antica città di Suiyang (睢阳古城)
- Tempio di Hua Mulan (木兰祠)
- Ex residenza del Zhuangzi (庄周故里)
- Ebo Tai, il primo osservatorio astronomico della Cina (阏伯台)
- Mangdang sito del turismo di montagna (芒砀山文物旅游区)

## Varie
- Shangqiu è una diocesi della Chiesa Cattolica
- Il villaggio Dazhouzhuang, è la città natale della donna-guerriero Hua Mulan, e si trova a circa 55 km a sud est della città di Shangqiu. Il villaggio contiene un tempio dedicato a Mulan, e molte aziende situate nelle vicinanze hanno l'usanza di usare il suo nome come un marchio di fabbrica locale, e inoltre la Disney, nel 1998, ha prodotto il film Mulan ispirandosi a questa figura leggendaria di donna-guerriero.